# Janiralata triangulata
Janiralata triangulata är en kräftdjursart som först beskrevs av Richardson 1899.  Janiralata triangulata ingår i släktet Janiralata och familjen Janiridae. Inga underarter finns listade i Catalogue of Life.